# Święty Dominik modlący się w celi
Święty Dominik w modlitwie w celi (Święty Dominik w modlitwie) – obraz hiszpańskiego malarza pochodzenia greckiego Dominikosa Theotokopulosa, znanego jako El Greco. Obraz sygnowany: domènikos theotokópoulos epoíei.

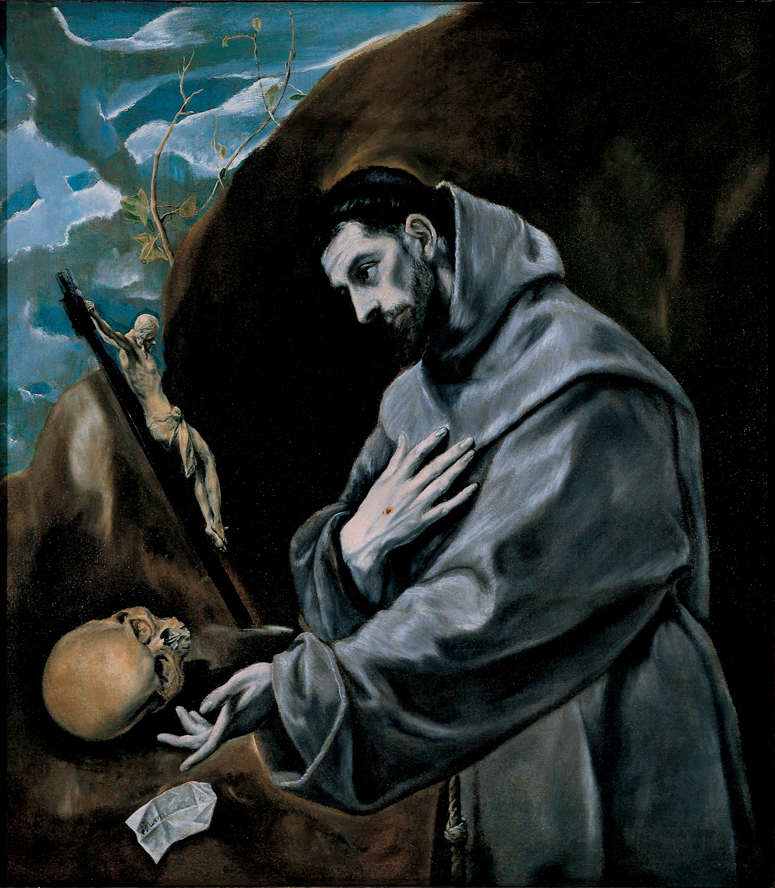
Święty Franciszek medytujący z 1597 roku

Obraz jest adaptacją wcześniejszego dzieła pt. Święty Franciszek medytujący. El Greco zastosował podobną kompozycję; św.Dominik przybrał taką samą pozę jak św.Franciszek, w takim samym geście oddaje się modlitwie przed krucyfiksem. Na sobie ma tradycyjny biały habit i w czarną opończę z kapturem zapiętą pod szyją, strój zakonu Dominikanów, który założył w 1216 roku. Z pod peleryny wystaje pasek białego kołnierzyka zwiększający kontrast pomiędzy czernią habitu a jasną karnacją twarzy. Ekspresja, jak i typologia jest tu inna niż na obrazie z modlącym Franciszkiem. Święty ma lekko uchylone usta, brwi lekko uniesione a wzrok skierowany na krzyż. Wydaje się, iż Dominiki ukazany jest podczas dyskusji czy wręcz przesłuchania. Również tło jest zupełnie inne; nie ma już pustego krajobrazu sprzyjającego kontemplacji, ale jest pomieszczenie z równo zaznaczonymi, prostokątnymi filarami i małym ołtarzem o który opiera się krucyfiks. Ten sam krzyż można znaleźć na obrazach Święty Franciszek pogrążony w modlitwie czy Pokutująca Maria Magdalena. W 1590 roku El Greco namalował również Świętego Dominika w modlitwie, ale jest to zupełnie inna wizja świętego, o innym wymiarze duchowym.

## Proweniencja
Obraz wielokrotnie był sprzedawany do prywatnych kolekcji. Przed 1925 roku znajdowała się u Ricardo Traumanna z Madrytu, następnie u Johna Nicholasa Browna (Newport, Rhode Island Cat. No. 95). W 1985 roku przekazany fundacji Preservation of the Faith w Newport, a następnie 15 stycznia 1987 roku został sprzedany przez dom aukcyjny Sotheby’s w Nowym Jorku jako „ważne dzieło starych mistrzów”, za 242 tys. dolarów prywatnemu kolekcjonerowi